# Filotás Viktória
Filotás Viktória (szobrász -, keramikus művész)
"Célkitűzéseim a művészetben szinte mindig a lélek vizsgálatából, analizálásából kerülnek ki. -Spirituális erőkkel bíró entitás, mely jelentéseket közvetít az azt befogadó számára. Az anyaggal való érintkezéskor gyakorlatilag nincsenek határok. Kézzel való anyagmegmunkálás során a felület szinte végtelen és példátlan szabadságot ad számomra. A kifejezés ezen szabadsága, mind szellemi mind fizikai tartalmat, mondanivalót kölcsönöz."
A továbbiakban fontosnak találom az anyaghoz valóviszonyom megemlítését, mely nélkülözhetetlen minden alkotói tevékenységben. Úgy gondolom kivétel nélkül minden művész másként vélekedik az anyagról, amelyet felhasznál.
Tanulmányok:
2014-2015 Kerámia képzés
2005-2006 Eötvös Lóránt Tudomány Egyetem, Bp., Kulturális szervező szak
1997-2002 Pécsi Tudomány Egyetem, Szobrászat BA
1989-1992 Képző- és Iparművészeti Szakgimnázium és Kollégium, díszítő szobrász szak
Önálló kiállítás:
2014, 2010 Klauzál Ház
2007 Nemzetközi Kerámia Stúdió Kecskemét
2003 Pécsi Galéria
2002 Közelítés Galéria, Pécs
Csoportos kiállítás:
2020 Seybold Garab Pincészet
2019 Budafoki Pezsgő- és Borfesztivál 30+, Kossuth 24.Kultúrtér
2019 Záborszky Pince – Borváros
2018 "Urbanitás" ART IX. Galéria
2017-2018 design hét, Nest Kortárs Galéria︱ 25 éves a FISE ︱Csongrádi Képtár
2017 "Nem csak célforgalom" ART IX. Galéria
2014 Berlin-Talin-Pozsony-Prága (Fise)
2014 Szilikát-FISE
2014 Artexpo, Művészeti Malom, Szentendre
2005-2015 Nemzetközi Kerámia Biennálé, Janus Pannonius Múzeum, Pécs
2005 Magyar Kultúra Alapítvány Székháza kerengője, Budapest
2004 Premier- MAOE, DUNA Galéria
2004-2013 Nemzetközi Kerámia Stúdió, Kecskemét
2002 Pécsi Galéria & Vizuális Műhely 25. Jubileumi Tárlat
2002 Parti Galéria, Pécs
2002 Palazzo Dell' Ex Macello Dolo, Olaszország
Szimpóziumok:
2003-2007, 2009-2012 Nemzetközi kerámia szimpózium, Kecskemét
2000 -2001 Siklósi Művésztelep
Köztéri alkotás:
2015 bronzdombormű, Stáció lépcső és a Budafoki Kálvária Ifjúsági tere
Díjak:
2025 Szabó Gyula Díj (XXII: kerület)
2015 Savoyai Jenő Díj
2000-2001 A XXII. kerület ösztöndíjasa
Tagság:
2004-től Artér Művészeti Egyesület elnöke
2003- MAOE
2003- FISE
Források:
Artér Művészeti Egyesület I15 ÉVES AZ ARTÉR, ISBN 978-615-00-8925-6
Artér Művészeti Egyesület 20 ÉVES AZ ARTÉR, ISBN 978-615-00-8926-3
Fiatal Iparművészek Stúdiója Egyesület: FISE 35, 72. oldal, Szó Kép Nyomdaipari Kft. ISBN 978-615-80809-0-3
Nagy Zopán: Nyitott művek 2024., Kalota Művészeti Alapítvány Napkút Kiadó, 459. oldal, ISBN 978-615-6759-56-6
Fiatal Iparművészek Stúdió ja Egyesület: FISE 30, 2012., Premier Nyomda Kft., 148. oldal, ISBN 978-963-08-4735-3
1. ↑   Artér Művészeti Egyesület I15 ÉVES AZ ARTÉR. ISBN 978-615-00-8925-6
2. ↑   Artér Művészeti Egyesület 20 ÉVES AZ ARTÉR. ISBN 978-615-00-8926-3
3. ↑   Fiatal Iparművészek Stúdiója Egyesület: FISE 35, 2017., 72. oldal, Szó Kép Nyomdaipari Kft.. ISBN 978-615-80809-0-3
4. ↑   Nagy Zopán: Nyitott művek 2024., Kalota Művészeti Alapítvány Napkút Kiadó, 459. oldal. ISBN 978-615-6759-56-6
5. ↑   Fiatal Iparművészek Stúdió ja Egyesület: FISE 30, 2012., Premier Nyomda Kft., 148. oldal. ISBN 978-963-08-4735-3